# Le Sang à la tête (film)
Pour l’article homonyme, voir Le Sang à la tête.
Pour plus de détails, voir Fiche technique et Distribution.
Le Sang à la tête est un film français réalisé par Gilles Grangier, sorti en 1956.
Il s'agit d'une adaptation du roman Le Fils Cardinaud de Georges Simenon,  publié en 1942, par les éditions Gallimard. 

## Synopsis
L'ancien débardeur François Cardinaud est devenu, après trente ans d'efforts, armateur, mareyeur et l'un des hommes les plus puissants du port de La Rochelle. Il a épousé Marthe, une amie d'enfance issue d'un milieu misérable qui à cause de cela n'est pas acceptée par la bonne société rochelaise. Elle ne trouve pas sa place et s'ennuie dans sa grande maison bourgeoise entre cuisinière, jardinier et gouvernante pour ses deux enfants et son mari peu présent.
Elle va fuguer trois jours avec Mimile, un mauvais garçon, amour de jeunesse de retour d'Afrique. La mère de Mimile vend du poisson à la criée et sa sœur se prostitue. Toute La Rochelle est au courant de cette fugue et se réjouit de voir Cardinaud bafoué. À la maison, la gouvernante croit voir dans le départ de l'épouse l'occasion de séduire Cardinaud.
À la recherche de sa femme, Cardinaud croise Drouin, le capitaine du cargo qui a ramené Mimile d'Afrique et que ce dernier a dénoncé aux douaniers. Drouin, bouillant de colère, veut tuer Mimile, tandis que François Cardinaud veut seulement reprendre son épouse. Le film est l’histoire de cette quête de la femme aimée en dépit du regard d’une société veule et envieuse qui croit pouvoir mépriser celui qu’elle nomme le « cocu ». Impavide, pudique et décidé Cardinaud poursuit sa quête amoureuse.
Celle-ci, après trois jours, a quitté Mimile et Cardinaud la retrouve sur le bac de l'île de Ré. Marthe et Cardinaud se retrouvent dans une élégante scène elliptique marquée par la possibilité d’un lien à réinventer. 

## Fiche technique
- Titre original : Le Sang à la tête
- Réalisation : Gilles Grangier, assisté de Jacques Deray et Bernard Paul
- Scénario : Gilles Grangier, Michel Audiard, d'après le roman Le Fils Cardinaud de Georges Simenon
- Dialogues : Michel Audiard
- Photographie : André Thomas
- Montage : Paul Cayatte, assisté de Liliane Saurel
- Musique : Henri Verdun
- Décors : Robert Bouladoux, assisté de James Allan
- Son : Robert Teisseire, assisté de Guy Chichignoud, Pierre Vigouroux
- Production : Gustave Jif, René Saurel
- Production déléguée : Fernand Rivers
- Société de production : Les Films Fernand Rivers
- Société de distribution : Les Films Fernand Rivers
- Pays de production :  France
- Langue originale : français
- Tournage dans les studios Éclair et à La Rochelle du 15 février 1956 au 13 avril 1956
- Format : noir et blanc — 35 mm — 1,37:1 — son monophonique
- Genre : drame
- Durée : 83 minutes
- Dates de sortie :
  - France : 10 août 1956
- Visa d'exploitation : 17953
- Affiche : Constantin Belinsky (France)

## Distribution
- Jean Gabin : François Cardinaud, riche armateur de La Rochelle
- Renée Faure : Mademoiselle, la gouvernante
- Paul Frankeur : Drouin, le commandant du cargo
- Monique Mélinand : Marthe Cardinaud, l'épouse de François
- Henri Crémieux : Hubert Mandine, un associé de François
- Claude Sylvain : Raymonde Babin, la fille de Titine
- Georgette Anys : Titine Babin, la poissonnière
- José Quaglio : Mimile Babin, le fils de Titine
- Paul Faivre : M. Cardinaud, le père de François
- Julienne Paroli : Mme Cardinaud, la mère de François
- Léonce Corne : Charles Mandine, un autre associé de François
- Yolande Laffon : Isabelle Mandine
- Paul Azaïs : Alphonse, le patron du bistrot Les Charentes
- Florelle : Sidonie Vauquier, la mère de Marthe
- Paul Œttly : Julien Vauquier, le père de Marthe
- Rivers Cadet : le patron de l'hôtel Robinson
- Gabriel Gobin : Arthur Cardinaud, le frère de François
- France Asselin : Mauricette Cardinaud, femme d'Arthur et belle-sœur de François
- Marcel Perès : Thévenot, un marinier
- Rudy Palmer : Vittorio, le chauffeur tabassé
- Joël Schmitt : le patron du bistrot Le Grand Café
- Jean-Louis Bras : le petit Jean Cardinaud, fils de François et Marthe
- Jacques Marin : l'agent de police
- Lucienne Gray : Marguerite, la femme de chambre
- Hugues Wanner : l'expert
- Albert Michel : Duleux, le chef de gare
- Zeimett : Julien, le serveur du Grand Café
- Bruno Balp : Pionsard, un bistrotier
- René Hell : le chauffeur des Cardinaud
- Émile Genevois : le garçon de course
- Jimmy Perrys : un homme entrant au bistrot
- Marcel Roche : le mandataire en huîtres de Marennes
- Jacques Deray : Alfred, un conducteur de car
- Gilles Grangier : Caméo (un vendeur à la criée)
- Georges Montant
- Martine Lambert
- Guy-Henry

## Accueil critique
- Jean Tulard, dans le Guide des films dira à propos de ce film : « Grangier rend assez bien l'atmosphère du roman de Simenon, servi par un Gabin débarrassé ici de ses tics habituels »[1].

## Informations générales
- Il semble que ce soit le seul film tourné par Lucienne Gray.
- Outre ce film, Rudy Palmer est apparu dans un seul autre film : Le Sicilien (1958) de Pierre Chevalier ; la même observation vaut pour Jean-Louis Bras que l'on voit dans Terrain vague (1960) de Marcel Carné ; quant à Zeimett, il joue le rôle du majordome dans Poisson d'avril (1954) également dirigé par Gilles Grangier ; enfin, Marthe Barbara-Val (née le 9 juillet 1905, morte le 12 mai 1990) avait joué dans Au Bonheur des Dames (1930) de Julien Duvivier.
- On aperçoit également le jeune Jacques Deray (27 ans) dans le rôle d'Alfred, un conducteur de car, qui allait réaliser quatre ans plus tard son 1er film, Le Gigolo.
- Une phrase type de Michel Audiard : « On revient de l'Afrique, comme de tout d'ailleurs... »